# Ингербург

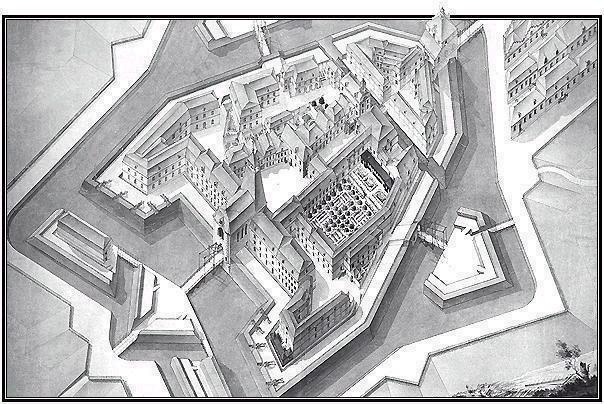
План крепости Ингербург 1792 года

Ингербу́рг — исторический район города Гатчины (Ленинградская область). Название получил от заложенной здесь в 1794 году крепости Ингербург. Ныне о существовании этой крепости напоминают Красные казармы и Ингербургские ворота.
В честь этой крепости также получила своё название Ингербургская улица (ныне улица 7-й Армии).
Название Ингербург переводится с немецкого как Ижорская крепость (нем. burg — крепость, inger — ижора).

## История

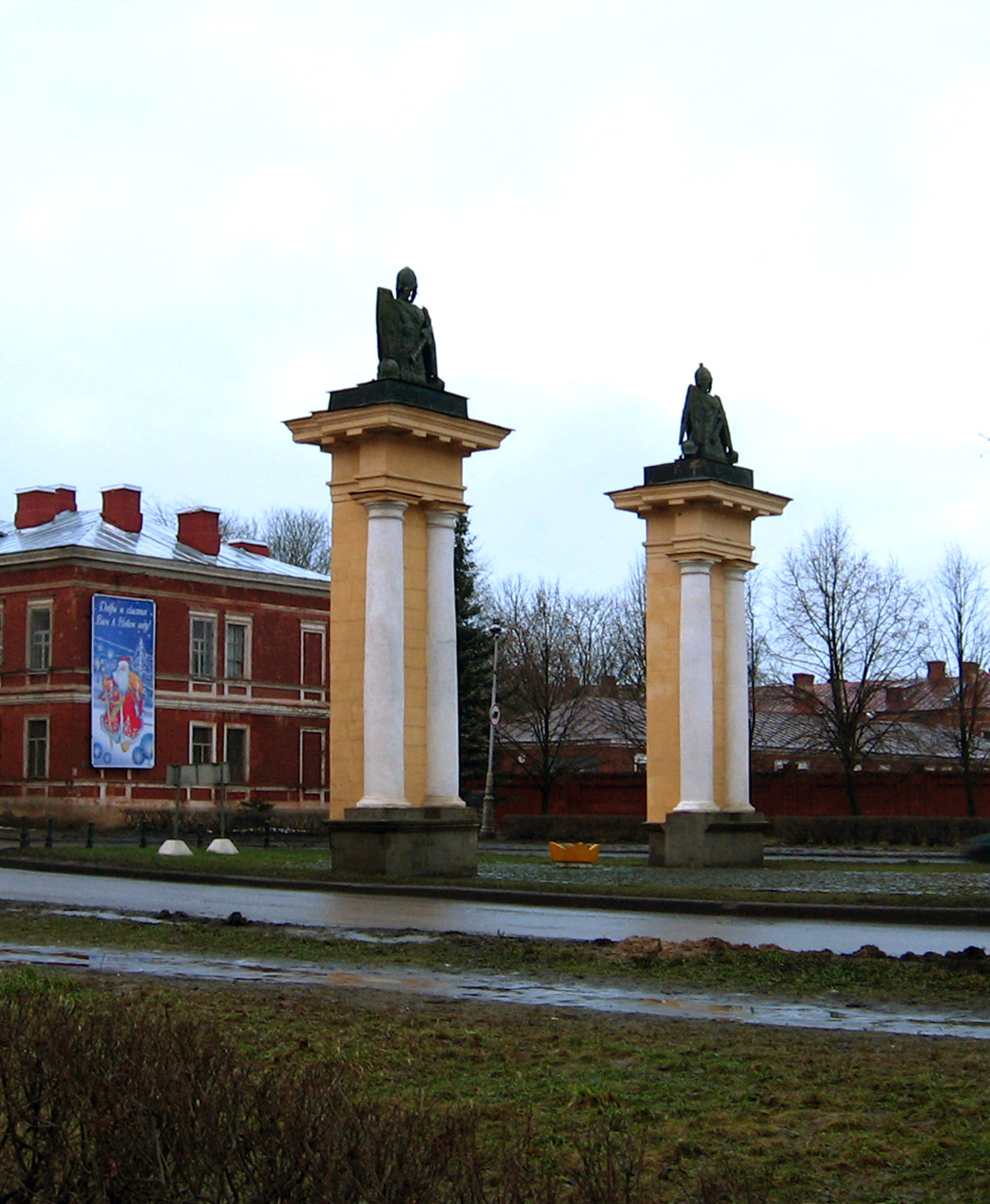
Ингербургские ворота

Первое упоминание этого укрепления на въезде в резиденцию Павла I встречается на недатированных планах, относимых приблизительно к концу 1780-х — началу 1790-х годов. Окончательный проект планировки крепости Ингербург указан в плане развития будущего города 1792 года. По финансовым причинам закладка крепости состоялась двумя годами позже, в апреле 1794 года.
Рядом с крепостью начали строиться жилые дома приближённых императорского двора: фаворитки Павла I Екатерины Нелидовой, его друга Александра Борисовича Куракина, Сергея Плещеева, Николая Демидова, братьев Нарышкиных и других. На деньги Павла I были построены школа, ратуша, казармы, ворота и фортификации.
С 1796 по 1801 годы город Гатчина делился на 4 части: Ингербург и посад Гатчинский; Екатеринвердер; Мариенбург; улицы Загвоздкинская, Малогатчинская и Бомбардирская.
После смерти императора строительство в Ингербурге остановилось, дома вскоре пришли в ветхое состояние, и к началу 1820-х годов большинство строений было снесено, возможно, по причине расширения проезда (нынешнего проспекта 25-го Октября). Материал одного из домов пошел на строительство Николаевской кирхи.

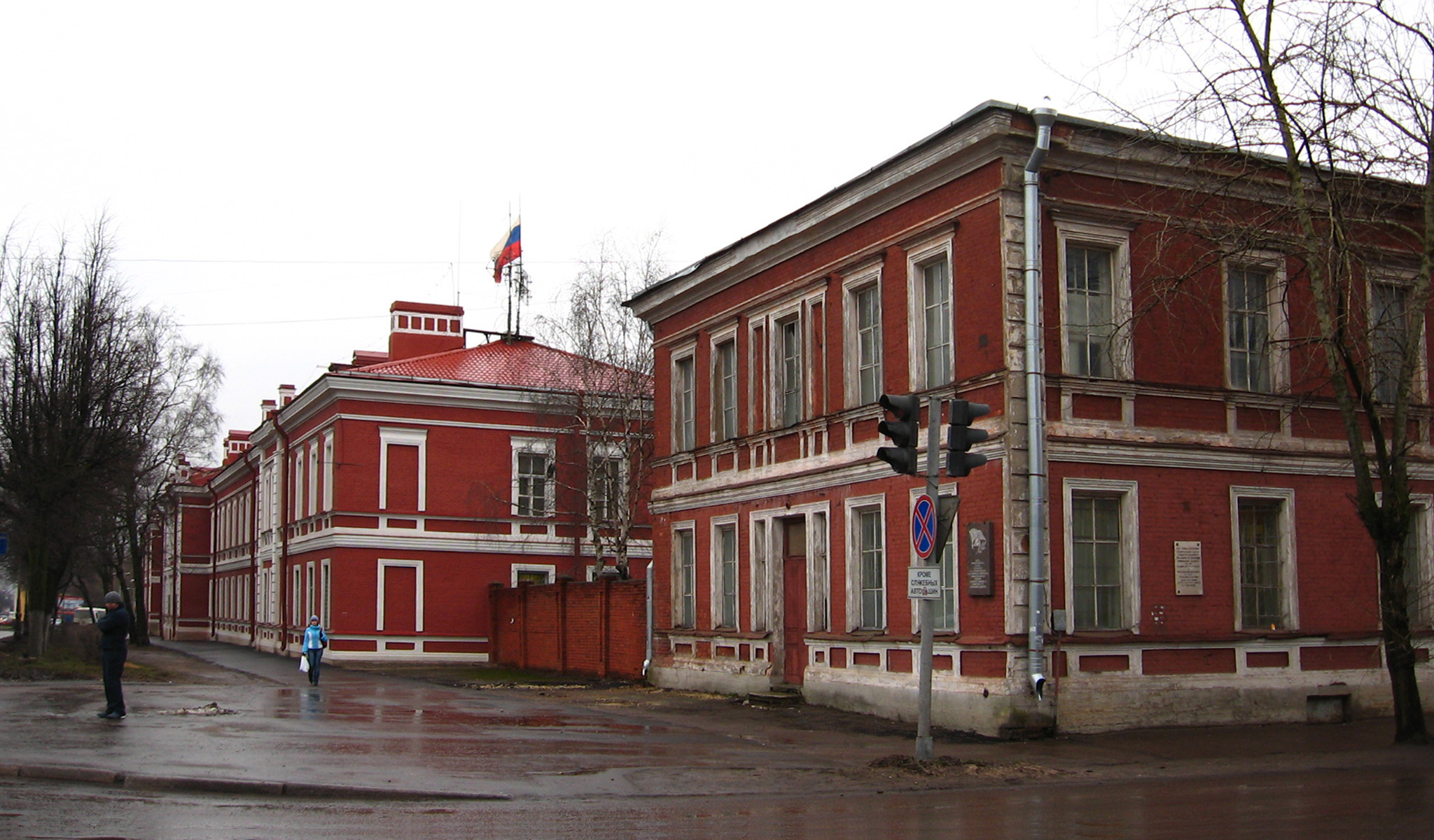
Красные казармы

В 1830 году по проекту В. А. Глинки Ингербургские дома были капитально отремонтированы и превращены в казармы Лейб-Гвардии Гарнизонного батальона, а также были построены Ингербургские ворота. Металлические решетки и створы ворот были привезены из Петербурга, ранее они являлись частью ворот Михайловского замка (во время Великой Отечественной войны все металлические детали были утрачены).
В 1876 году на месте этих казарм были построены новые каменные здания, прозванные за свой цвет «Красными казармами» (архитектор И. К. Клодницкий).